# Mount Tyree
Mount Tyree ist ein Berg im Ellsworthgebirge des westantarktischen Ellsworthlands. Er ist mit 4852 m Höhe nach dem 13 km nordwestlich von ihm entfernt liegenden Mount Vinson (4892 m) der zweithöchste Berg der Antarktis.

## Geschichte
Der Mount Tyree wurde im Januar 1958 bei einem Aufklärungsflug des US-Navy-VX-6-Geschwaders entdeckt. Im selben Monat wurde er durch die Marie Byrd Land Traverse Party kartographiert. Der Berg wurde benannt nach Konteradmiral David Merrill Tyree (1904–1984), Befehlshaber der U.S. Naval Support Force in der Antarktis vom 14. April 1959 bis 26. November 1962. Er konnte erstmals im Jahr 1967 durch Mitglieder einer von Nicolas Clinch (* 1930) geleiteten Expedition bestiegen werden. Der gleichen Expedition gelangen auch die Erstbesteigungen von Mount Vinson, Mount Shinn (4661 m) und Mount Gardner (4587 m). Diese Expedition hatte damit die vier höchsten Berge der Antarktis bestiegen. Mit den Long Gables (4150 m) und dem Mount Ostenso (4180 m) gelangen noch zwei weitere Erstbesteigungen.
Als zweithöchster Berg seines Kontinents zählt der Mount Tyree zu den Seven Second Summits. Wie fast alle dieser Berge gilt er als schwieriger zu besteigen als sein höheres Pendant, der Mount Vinson. Klettertechnisch stellt der nur 40 Meter niedrigere Mount Tyree die höheren Anforderungen. Dazu kommt, dass er deutlich schlechter erschlossen ist als der Mount Vinson, der als einer der Seven Summits populär wurde.
| Nr. | Jahr | Teilnehmer                                                                               |
| --- | ---- | ---------------------------------------------------------------------------------------- |
| 1   | 1967 | Barry Corbet, John Evans                                                                 |
| 2   | 1985 | Mugs Stump                                                                               |
| 3   | 1997 | Antoine Chayrol, Antoine de Choudens                                                     |
| 4   | 1997 | Conrad Anker, Alexander Lowe                                                             |
| 5   | 2012 | Hans Kammerlander, Robert Miller, Christian Stangl                                       |
| 6   | 2017 | Richard Thurmer Jr, Victor Saunders, Seth Timpano, Maria "Pachi" Paz Ibarra, Todd Tumolo |

## Galerie

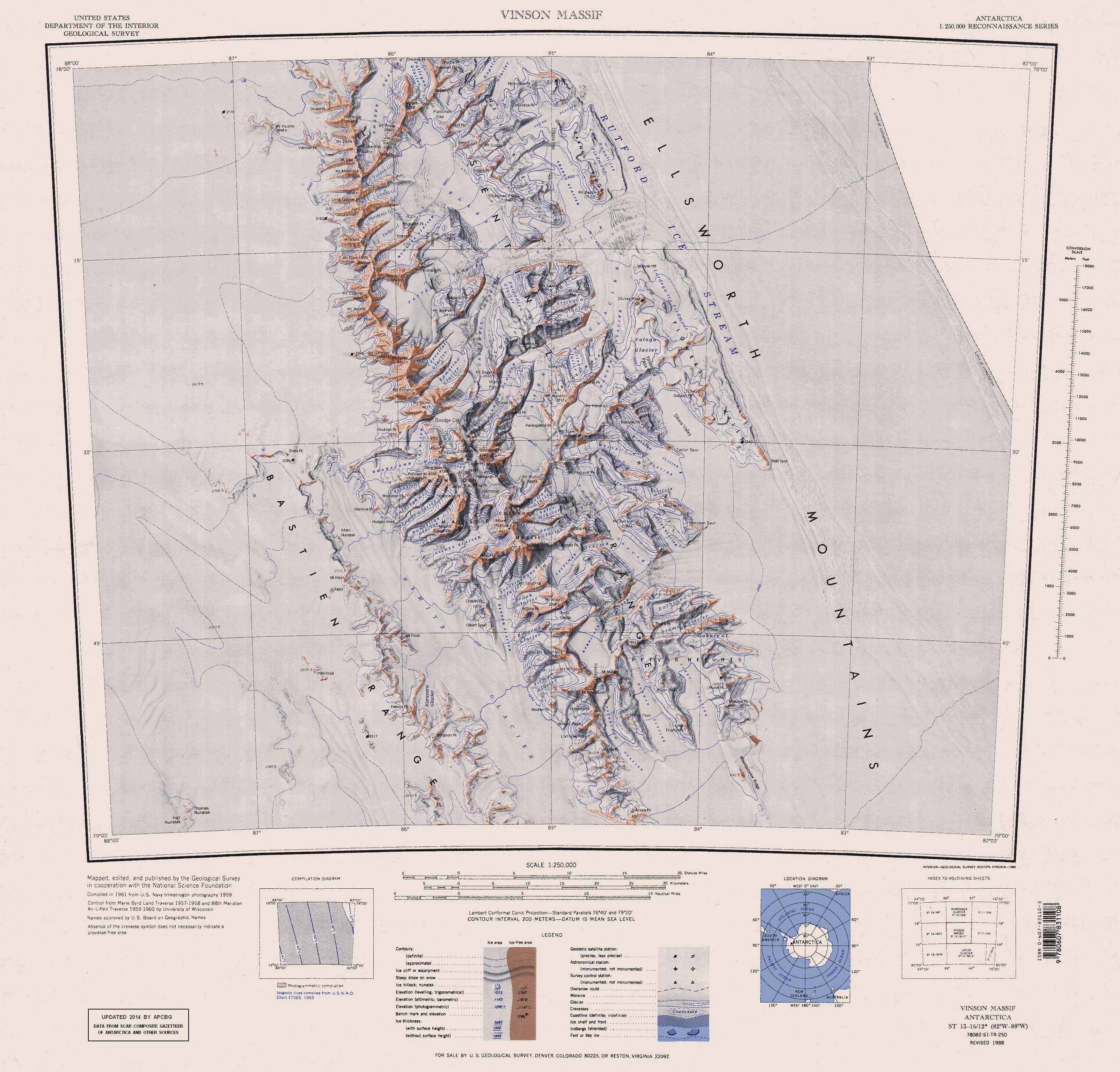
Karte des Gebiets um den Mount Tyree, Sentinel Range
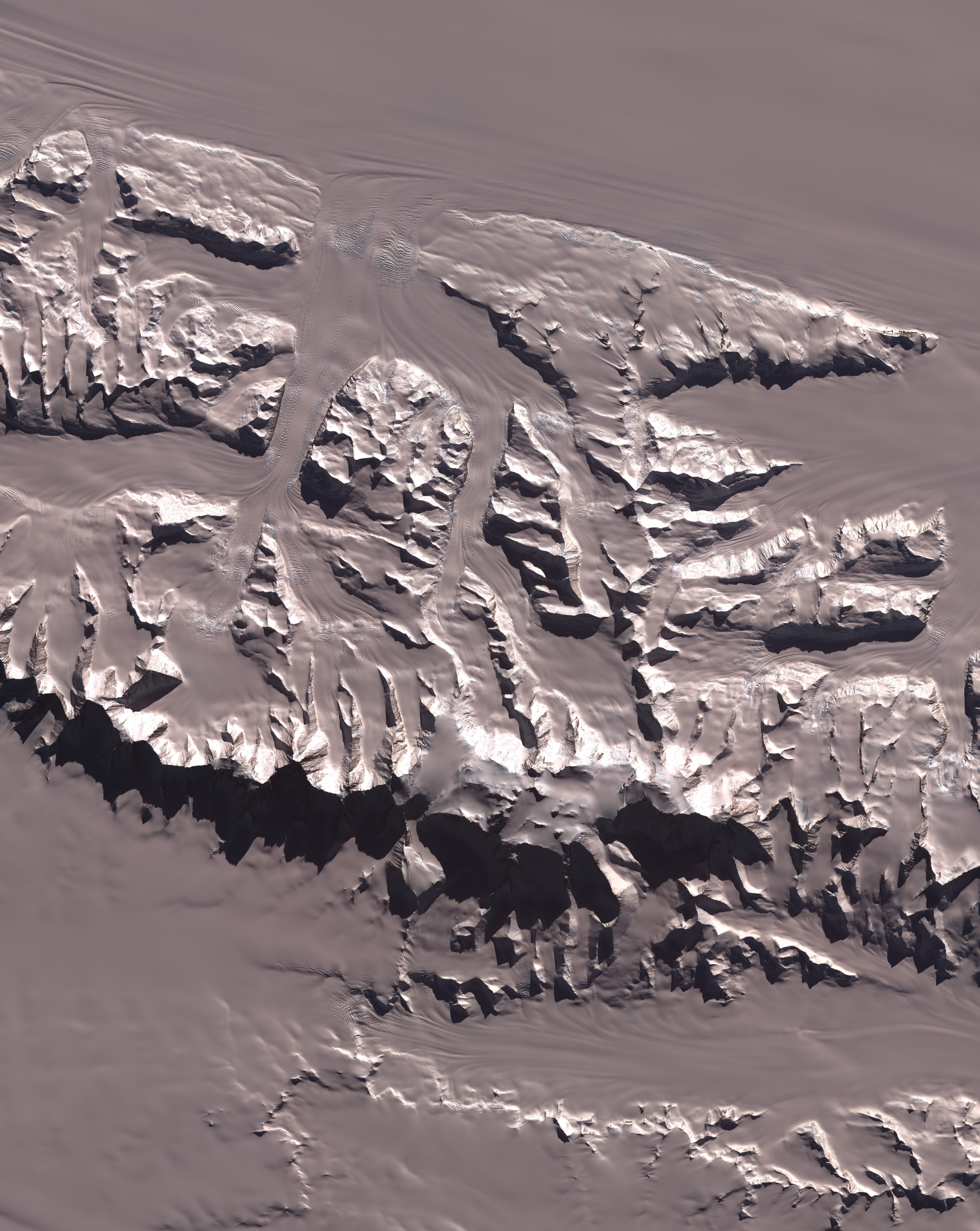
Sentinel Range, Satelliten-Aufnahme der NASA